# Иванчо Колев
Иванчо Колев Василев е български революционер, член на Ловчанския частен революционен комитет на ВРО. Кмет на Ловеч.

## Биография
Иванчо Колев е роден през 1842 г. в град Ловеч в семейството на сапунджия, преселник от с. Вратца (дн. Стефаново). Учи в Ловчанското взаимно училище. Наследява занаята на баща си. Занимава се с обществена дейност като библиотекар и касиер на Ловчанското читалище. Включва се в черковните борби в Ловеч.
През 1867 – 1868 г. участва във Втората българска легия в Белград. Тук се запознава с Васил Левски. Деен учредител и член на Ловешкия частен революционен кометет на ВРО и на Привременното правителство в Българско.
Самодеец в пиесите „Райна Княгиня“ и „Многострадална Геновева“ подготвени на Ловешка сцена от Ангел Кънчев.
След Арабаконашкото приключение и провала във ВРО емигрира във Влашко. Работи като словослагател в печатницата на Любен Каравелов (Букурещ) и на Димитър Паничков в Браила. Живее в Галац, Болград, Измаил и Яш.
В навечерието на Априлското въстание (1876) се завръща с чужд сръбски паспорт в Ловеч. Тук не избухва въстание и отново се озовава във Влашко. Доброволец в Сръбско-турската война (1876).
Комисар и преводач на руските части по време на Руско-турската война (1877 – 1878).
След Освобождението е касиер на Земеделската банка в Ловеч. Кмет на Ловеч (1878, 1880, 1884 – 1887, 1899 – 1890). Помощник-кмет и общински съветник. Допринася за развитието на благоустройството и учебното дело в града.
От 1899 г. е член на Социалдемократическата партия и сътрудник на Георги Бакалов. След кметската длъжност работи като сапунджия и книговодител на Земеделската банка в Ловеч.
Умира през 1906 г. на 64 години.